# 1890 en musique classique
| \| • Retour à la chronologie générale de la musique classique • \| |
| Grèce • Rome • Haut Moyen Âge • VIIIe siècle • IXe siècle • Xe siècle • XIe siècle XIIe siècle • XIIIe siècle • XIVe siècle • XVe siècle • XVIe siècle • XVIIe siècle XVIIIe siècle • XIXe siècle • XXe siècle • XXIe siècle |
| • Retour à la chronologie générale de la musique classique • |

| Années en musique classique : 1887 - 1888 - 1889 - 1890 - 1891 - 1892 - 1893    |
| Décennies en musique classique : 1860 - 1870 - 1880 - 1890 - 1900 - 1910 - 1920 |

## Événements

### Créations
- 15 janvier : La Belle au bois dormant, ballet de Piotr Ilitch Tchaïkovski , créé au Théâtre Mariinsky de Saint-Pétersbourg, avec une chorégraphie de Marius Petipa.
- 21 mars : Ascanio, opéra de Camille Saint-Saëns, créé à Paris.
- 9 avril : Mala Pasqua!, opéra de Stanislao Gastaldon, créé au Teatro Costanzi de Rome.
- 19 avril : le Quatuor à cordes, de César Franck, créé à la Société nationale de musique.
- 7 mai : Dante, opéra de Benjamin Godard et Edouard Blau, à Paris.
- 17 mai : Cavalleria rusticana, opéra de Pietro Mascagni, créé au Teatro Costanzi de Rome.
- 30 mai : La Basoche, opéra-comique d'André Messager, créé sous la direction de Jules Danbé à l'Opéra-Comique à Paris.
- 21 juin : Mort et Transfiguration op. 24, poème symphonique, et Burlesque en ré mineur, de Richard Strauss créés à Eisenach.
- 9 septembre : Froissart, ouverture d'Edward Elgar, créée à Worcester sous la direction du compositeur.
- 13 octobre : Macbeth, poème symphonique de Richard Strauss, créé à Weimar.
- 4 novembre : Le Prince Igor, opéra posthume d'Alexandre Borodine et achevé par Nikolaï Rimski-Korsakov, est créé au théâtre Mariinsky de Saint-Pétersbourg.
- 18 novembre : Quatuor à cordes no 2 en fa mineur de Carl Nielsen, joué en privé à Berlin par Joseph Joachim (création publique en 1892).
- 6 décembre : Les Troyens, opéra d'Hector Berlioz (composé en 1858), créé en version allemande au Hoftheater de Karlsruhe, sous la direction de Felix Mottl.
- 19 décembre : La Dame de pique, opéra de Piotr Ilitch Tchaïkovski, créé au Théâtre Mariinsky, à Saint-Pétersbourg, sous la direction d'Eduard Nápravník, avec Marius Petipa pour maître de ballet.
- 20 décembre : la Symphonie no 3 d'Alexandre Glazounov est créée à Saint-Pétersbourg, sous la direction d'Anatoli Liadov.
- 29 décembre : le Quatuor à cordes no 8 en mi majeur d'Antonín Dvořák est créé à Berlin, par le Quatuor Joachim.

Date indéterminée
- Quatuor à cordes no 1 en si mineur, op. 4 de Sergueï Taneïev.

### Autres
- La New York Phonograph Company ouvre le premier studio enregistrement.

## Naissances

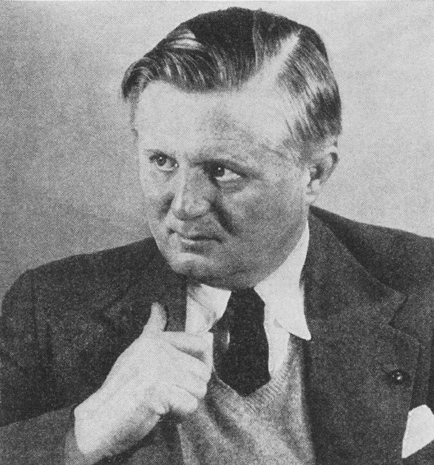
Fritz Busch

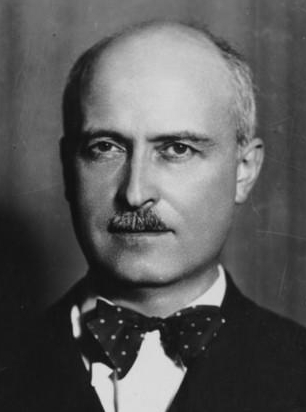
Jacques Ibert

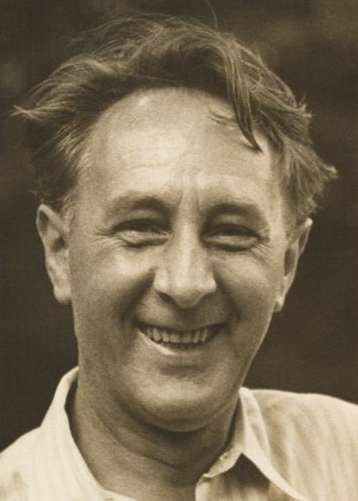
Bohuslav Martinů

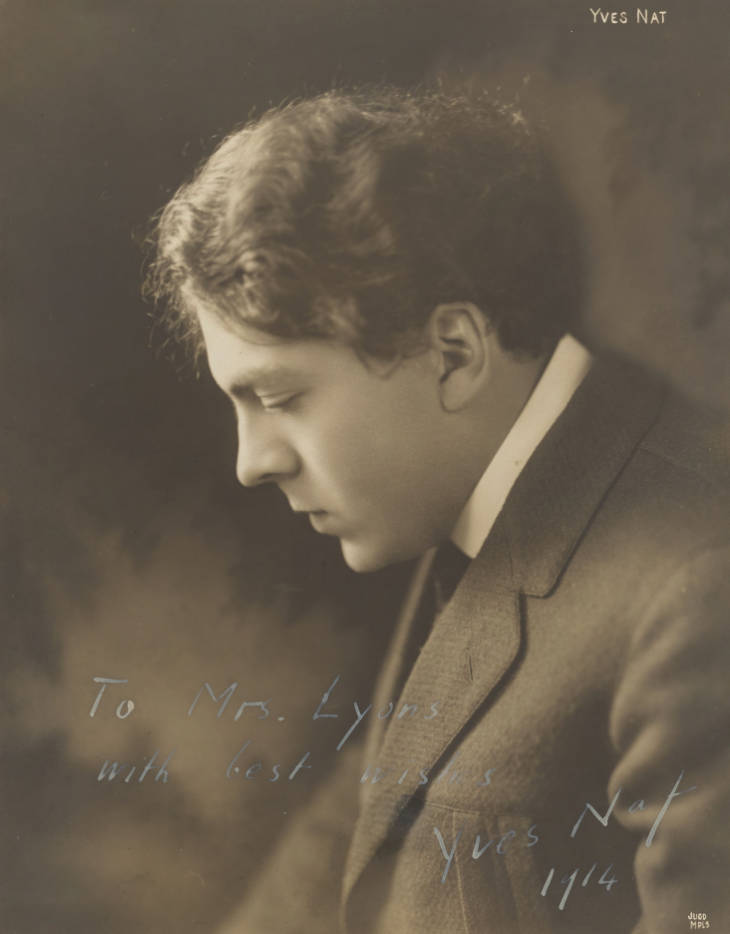
Yves Nat

- 6 janvier : Aloÿs Fornerod, compositeur, enseignant, directeur de formations musicales et musicien vaudois († 8 janvier 1965).
- 29 janvier : Marguerite Canal, compositrice, chef d'orchestre, enseignante et pianiste française († 27 janvier 1978).
- 1er février : Germaine Lubin, soprano française († 26 octobre 1979).
- 6 février : Yvonne Gouverné, pianiste devenue accompagnatrice et chef de chant († 26 octobre 1982).
- 14 février : Joan Massià, compositeur catalan et violoniste († 11 juin 1969).
- 16 février : Semion Bogatyrev, musicologue et compositeur russe († 31 décembre 1960).
- 22 février : Benno Moiseiwitsch, pianiste britannique d'origine ukrainienne († 9 avril 1963).
- 25 février : Myra Hess, pianiste anglaise († 25 novembre 1965).
- 28 février : Lydia Boucher, compositrice, professeure de musique et religieuse canadienne († 5 mars 1971).
- 2 mars : Tom Burke, ténor britannique († 13 septembre 1969).
- 13 mars : 
  - Fritz Busch, chef d'orchestre allemand († 14 septembre 1951).
  - André Lafosse, tromboniste français, soliste et professeur († 1975).
- 20 mars :
  - Beniamino Gigli, ténor italien († 30 novembre 1957).
  - Lauritz Melchior, ténor danois naturalisé américain († 18 mars 1973).
- 8 avril : Zbigniew Drzewiecki, pianiste et enseignant polonais († 11 avril 1971).
- 22 avril : Juan Vert, compositeur espagnol de zarzuelas († 16 février 1931).
- 2 mai : Louis Speyer, hautboïste américain († 8 janvier 1980)
- 4 mai : Paul Rosenfeld, journaliste et critique musical américain († 21 juillet 1946).
- 21 mai : Albert van Raalte, chef d'orchestre néerlandais († 23 novembre 1952).
- 26 mai : Samouïl Feinberg, pianiste et pédagogue russe († 22 octobre 1962).
- 2 juin : Fritz Münch, musicologue et chef d'orchestre français († 10 mars 1970).
- 10 juillet : Rodolphe Mathieu, compositeur, pianiste, organiste et professeur québécois († 29 juin 1962).
- 12 juillet : René Barbier, compositeur belge († 24 décembre 1981).
- 17 juillet : Mario Cazes, compositeur, chef d'orchestre et violoniste français († 3 novembre 1972).
- 3 août : Gustave Cloëz, chef d'orchestre français († 15 mars 1970).
- 5 août :
  - Hans Gál, compositeur, professeur de musique et pianiste autrichien († 3 octobre 1987).
  - Erich Kleiber, chef d'orchestre autrichien († 27 janvier 1956).
- 15 août : Jacques Ibert, compositeur français († 5 février 1962).
- 20 août : Paul Martineau, compositeur français († 14 septembre 1915).
- 27 août : André Devaere, compositeur et pianiste belge († 14 novembre 1914).
- 6 septembre : Manfred Gurlitt, compositeur et chef d'orchestre allemand († 29 avril 1973).
- 8 septembre : Bjørn Talén, chanteur d’opéra norvégien († 12 juillet 1945).
- 15 septembre : Frank Martin, compositeur suisse († 21 novembre 1974).
- 22 septembre : Holger Gilbert-Jespersen, flûtiste danois († 30 juillet 1975).
- 9 octobre : Jānis Mediņš, compositeur letton († 4 mars 1966).
- 12 octobre : Luís de Freitas Branco, compositeur portugais († 27 novembre 1955).
- 24 octobre : Kathleen Lockhart Manning, compositrice américaine († 20 mars 1951).
- 28 octobre : Andrés Isasi, compositeur et pianiste basque espagnol († 6 avril 1940).
- 8 décembre : Bohuslav Martinů, compositeur tchèque († 28 août 1959).
- 29 décembre : Yves Nat, pianiste français († 31 août 1956).

Date indéterminée
- Giulia Recli, compositrice et essayiste italienne († 19 décembre 1970).

## Décès

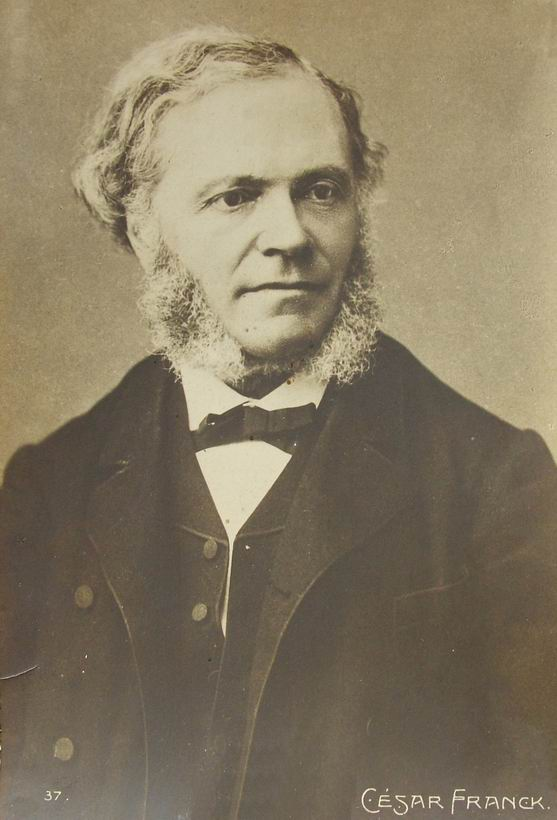
César Franck

- 20 janvier : Franz Lachner, compositeur et chef d'orchestre allemand (° 2 avril 1803).
- 14 février : Wilhelm Fitzenhagen, compositeur, violoncelliste et professeur allemand (° 15 septembre 1848).
- 6 mai : Hubert Léonard, violoniste et compositeur belge (° 7 avril 1819).
- 11 mai : Eugène Albert, facteur d'instruments à vent belge (° 26 avril 1816).
- 22 mai : Edmond Lemaigre, organiste, chef d'orchestre et compositeur français (° 1849).
- 28 mai : Victor Ernst Nessler, compositeur franco-allemand (° 28 janvier 1841).
- 11 juin : Pierre Adam, altiste et compositeur français (° 4 octobre 1820).
- 19 juillet : Robert von Hornstein, compositeur allemand (° 5 décembre 1833).
- 6 août : Giorgio Ronconi, baryton italien (° 6 août 1810).
- 30 août : Nicolás Ruiz Espadero, compositeur et pianiste cubain (° 15 février 1832).
- 17 octobre : Prosper Sainton, violoniste, pédagogue et compositeur français (° 5 juin 1813).
- 8 novembre : César Franck, compositeur français (° 10 décembre 1822).
- 27 novembre : Emanuele Muzio, compositeur, chef d'orchestre et professeur de chant italien (° 24 août 1821).
- 21 décembre : Niels Wilhelm Gade, compositeur danois (° 22 février 1817).

### Date indéterminée
- Minna Brinkmann, compositrice allemande (° 28 septembre 1831).